# Laaser Andreaskirche

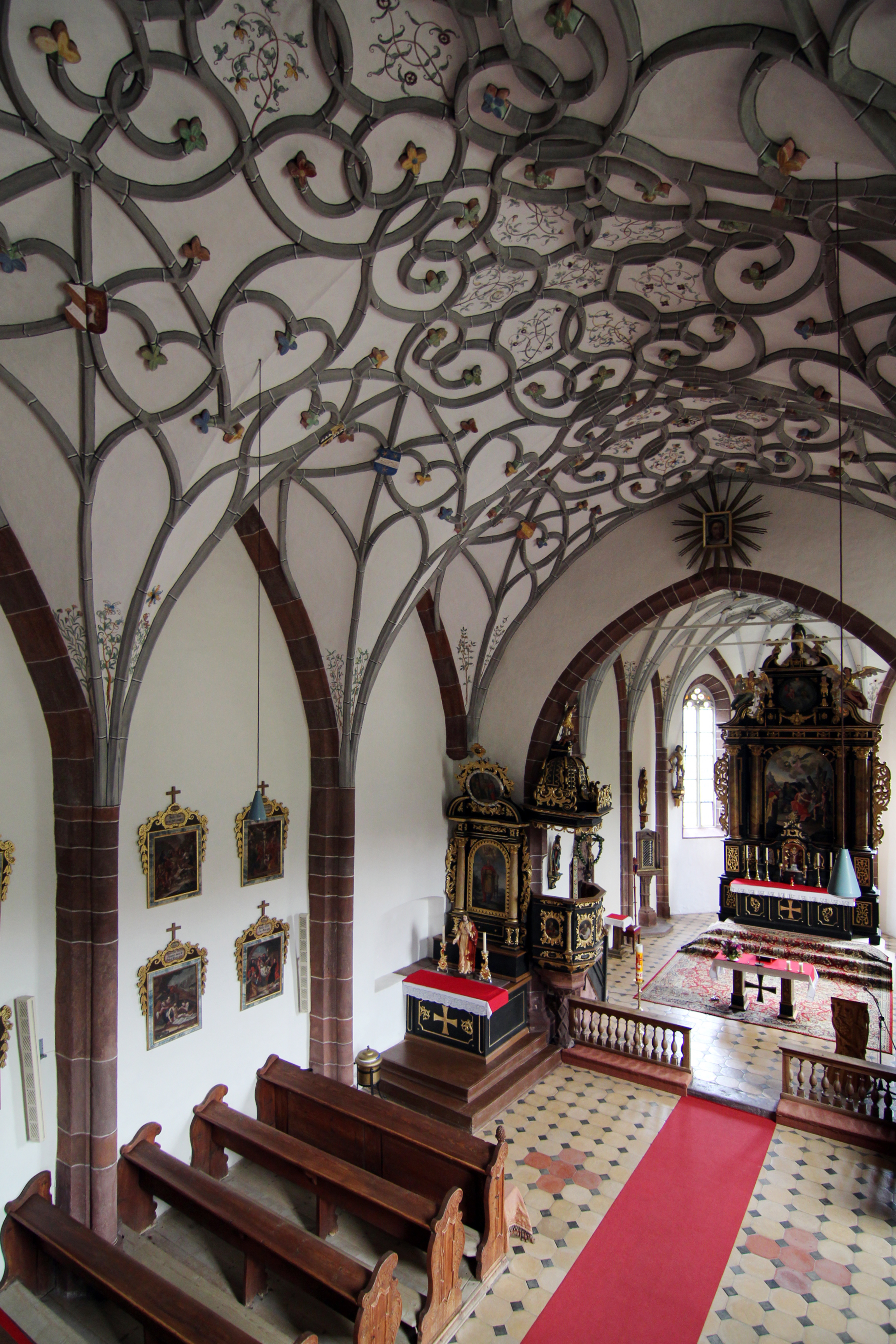
Innenraum

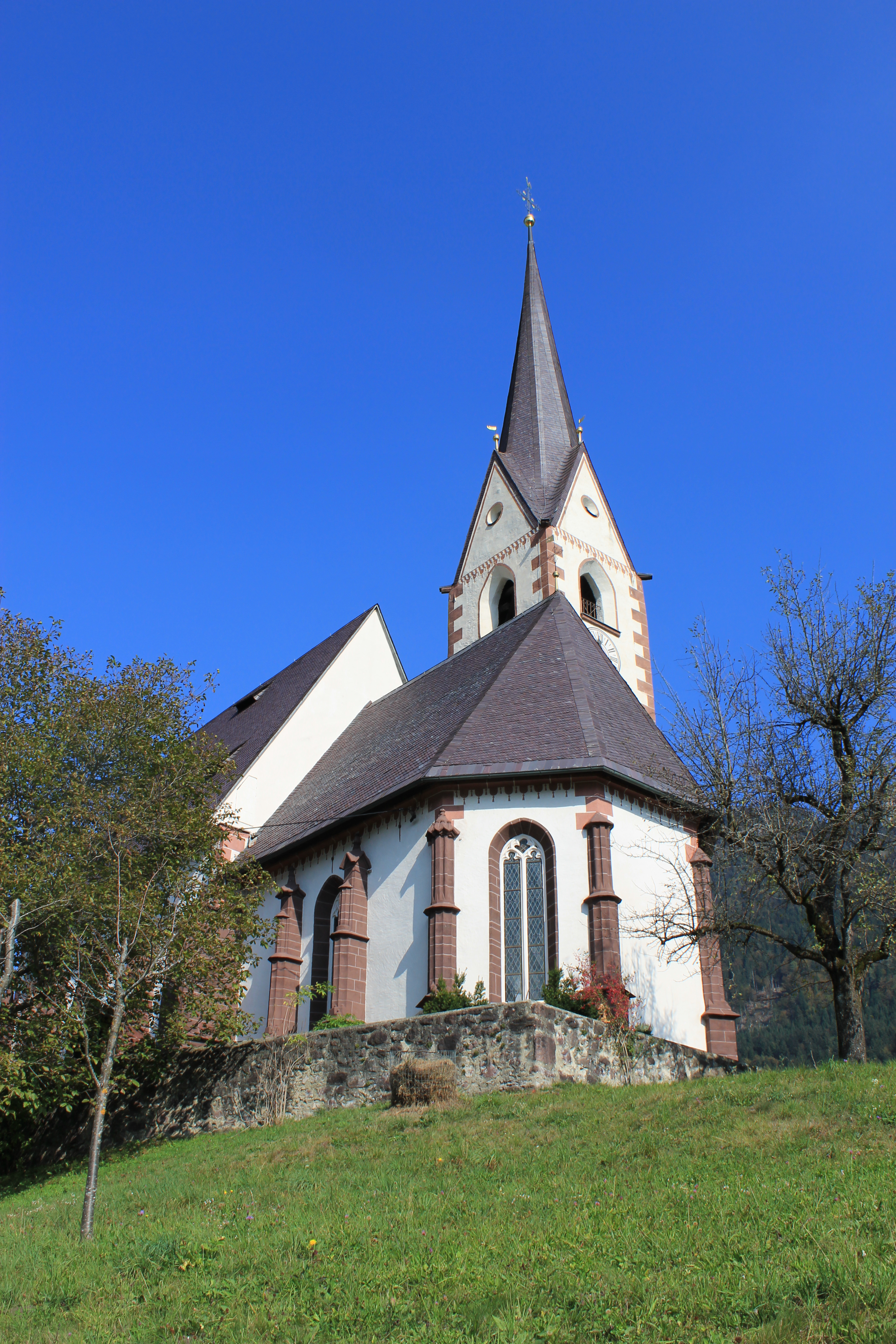

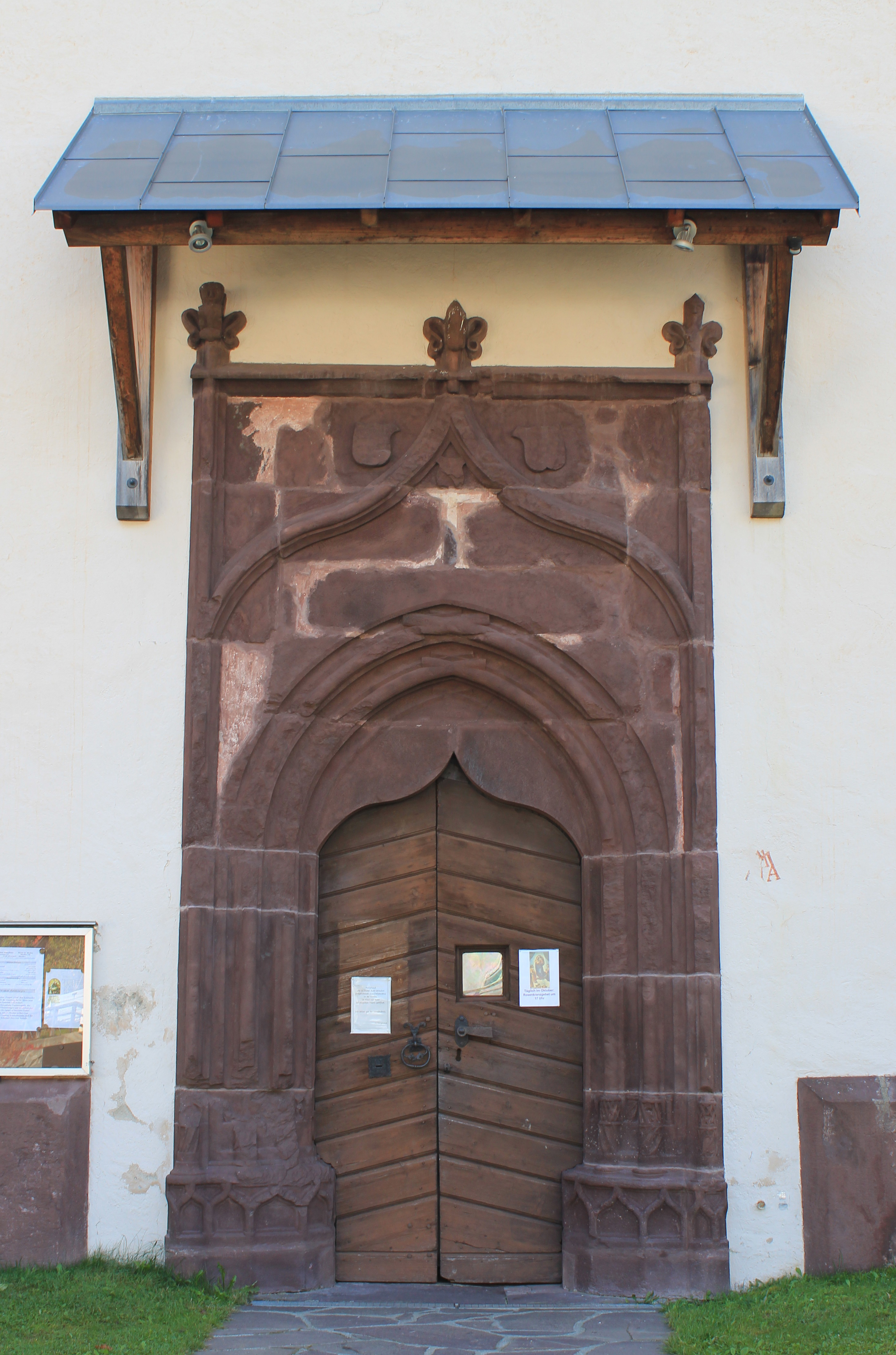
Nordportal

Die Filialkirche hl. Andreas ist eine römisch-katholische Kirche im Ortsteil Laas in der Gemeinde Kötschach-Mauthen in Kärnten.
Die spätgotische Kirche steht erhöht an einer Straßengabelung und ist von einem Friedhof umgeben. Es wird angenommen, dass die Friedhofsmauern ursprünglich wehrhaft ausgebaut waren. Die Kirche wurde von 1510 bis 1535 vom Baumeister Bartlmä Firtaler aus Innichen errichtet.
Die Kirche mit vierjochigem Langhaus mit etwas eingezogenem niedrigerem Chor mit 3/8-Schluss hat einen Turm, welcher nördlich des Chores anschließt und im Untergeschoß die kreuzgratgewölbte Sakristei beinhaltet. Strebepfeiler, Portale und Fensterlaibungen sind aus rotem Laaser Sandstein. An der Südwand des Langhauses ist ein großes Christophorusfresko, um 1520 bis 1530 geschaffen.
Das Gewölbe des Chores aus drei verschieden geformten Rippensternen, Inschrift meister partolome firthaler 1516, ist vermutlich älter als das Kirchenschiffgewölbe. In der Laibung eines Chorfenster ist ein Wappen mit Doppelschild der Mandorff und Lodron mit der Jahreszahl 1510. Es gibt 13 tartschenförmige Schlusssteine mit gemalten Wappen. In der Nordwand des Chores ist ein zweiseitiges Sakramentenhäuschen mit Fuß und Sockel. Reich geschmücktes Portal zur Sakristei mit Kielbogengekrönung mit Astwerkendigungen in ein Rahmenfeld eingeschrieben, mit einer Holztüre mit spätgotischem Schloss und Beschlag. Vom nordwestlichen Chor weg geht ein steinerner Aufgang zur Kanzel und zu einer schmalen Eisentür in den Turm.
Die Langhauswölbung ist ein bemerkenswertes dichtes Netz aus Schlingrippensternen mit Dreiblattendigungen. Es gibt 16 tartschenförmige Schlusssteine mit gemalten Wappen der Familien Payer, Hans von Mandorff und seine Frau Anna, Weißbriach, Khevenhüller, Gleinz, Söll, Dietrichstein, Lodron, Reich Rasegg, weiters die Landeswappen von Kärnten, Niederösterreich, Gradiska und Tirol. Es gibt eine einfache Westempore mit Holzbrüstung, mit Christus und Apostel bemalt, aus dem 17. Jahrhundert. Nordseitig im östlichsten Joch ist eine kleine spätgotische Wandnische unter einem Fenster.
Der Hochaltar um 1680 trägt ein Mittelbild Marter des hl. Andreas von Christoph Brandstätter dem Jüngeren aus 1834. Das Oberbild stellt die heilige Dreifaltigkeit dar, der Tabernakel mit Kruzifix entstand um 1600.
Es gibt ein spätgotisches Taufbecken mit Fuß, weiters barocke Betstühle um 1700. Das Orgelgehäuse ist neugotisch. Es gibt eine Wappengrabplatte des Balthasar Staudacher aus 1568.